# İznik
İznik (tyrkisk: İznik) tidligere kendt som Nikæa er en tyrkisk by med omkring 44.236(2022) indbyggere. Den ligger ved den østlige ende af Iznik-søen i provinsen Bursa.
Byen er kendt for sin produktion af keramik.
Nikæa var stedet for det første økumeniske koncil i år 325 e.Kr.